# 왕립화학회

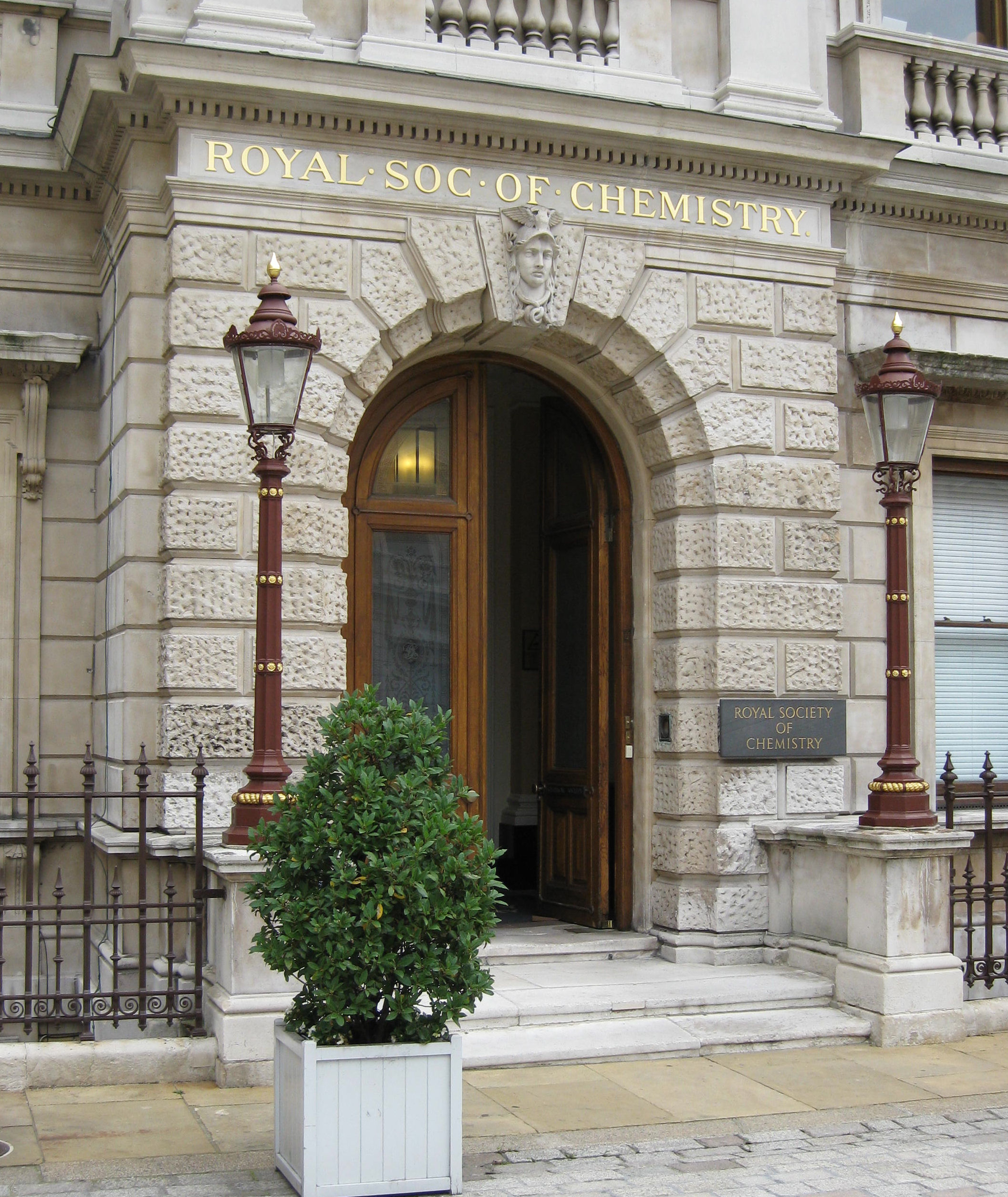
RSC 영국 본사

왕립화학회(영어: Royal Society of Chemistry, RSC)는 영국의 화학 계통의 과학 전문 저널을 편찬하는 기관이다.